# Чёрные камни (остановочный пункт)
Чёрные Камни (бывш. Алуслампи — фин. Aluslampi) — остановочный пункт Октябрьской железной дороги на 303,0 км перегона Маткаселькя — Янисъярви линии Маткаселькя — Суоярви. Расположен в Сортавальском районе Карелии.

## Пассажирское сообщение
На остановочном пункте останавливаются пригородные поезда Северо-Западной пригородной пассажирской компании «Орлан» № 6022/6024, 6026/6028 сообщением Лодейное поле — Питкяранта — Сортавала, а также № 6027/6025, 6023/6021 Сортавала — Питкяранта — Лодейное поле.
| Сезонное обращение поездов                                                        |
| --------------------------------------------------------------------------------- |
| Суккозеро — Сортавала «Воттоваара экспресс» № 935У                                |
| Москва — Сортавала — Москва «В Карелию на поезде Деда Мороза» № 930У/929У         |
| Москва — Мурманск — Москва «К северному сиянию на Поезде Деда Мороза» № 932Ь/931Ь |
| Сортавала — Янисъярви № 633Ь                                                      |
| Янисъярви — Сортавала № 634Ь                                                      |

| Круглогодичное обращение поездов                  |
| ------------------------------------------------- |
| Петрозаводск — Москва «Двухэтажный состав» № 160А |
| Москва — Петрозаводск «Двухэтажный состав» № 159В |

| Пригородное обращение поездов         |
| ------------------------------------- |
| Сортавала — Лодейное Поле № 6027/6025 |
| Лодейное Поле — Сортавала № 6026/6028 |
| Сортавала — Лодейное Поле № 6023/6021 |
| Лодейное Поле — Сортавала № 6022/6024 |